# جون تيرنر
جون تشارلز تيرنر (بالإنجليزية: John Charles Turner)‏ ( سبتمبر 1947 - 24 يوليو 2011) عالم نفس اجتماعي بريطاني، وضع جنبا إلى جنب مع زملائه نظرية التصنيف الذاتي. والتي تنص على أن الذات ليست جانبا أساسيا من الإدراك، بل أن الذات هي نتيجة العمليات المعرفية والتفاعل بين الشخص والسياق الاجتماعي. تم تطوير نظرية التصنيف الذاتي كنظرية مصاحبة لنظرية الهوية الاجتماعية، والنظريات التي تم جمعها معا تعرف باسم نهج الهوية الاجتماعية.